# Erik (Wrestler)
Raymond Rowe (* 21. August 1984 in Cleveland, Ohio), besser bekannt unter dem Ringnamen Erik, ist ein amerikanischer Wrestler. Er steht derzeit bei der WWE unter Vertrag und tritt regelmäßig in deren Show SmackDown auf. Sein bislang größter Erfolg war der Erhalt der Raw Tag Team Championship.

## Wrestling-Karriere

### Erste Anfänge (2003–2013)
Raymond Rowe begann seine Wrestling-Karriere nach einem Training unter Josh Prohibition und Lou Marconi. Sein Debüt im professionellen Wrestling fand im Mai 2003 als Free Agent statt.
Seine ersten dokumentierten Matches absolvierte er für verschiedene unabhängige Promotions: Am 18. Mai 2003 trat er bei Cleveland All-Pro Wrestling (CAPW) in einem Tag-Team-Match auf, bei dem BasketNazi, Nemesis und The Canadian Bad Boy gegen Dick Trimmins, Ironman und Raymond Rowe gewannen. Kurz darauf, am 23. Mai 2003, verlor er unter dem Ringnamen „Raymond Right“ gegen Toby Cline bei UIPW, konnte jedoch am 20. Juni 2003 seinen ersten Sieg gegen Adam Cage verzeichnen.
Rowes erstes bedeutendes Karrierehighlight erfolgte am 21. März 2004, als er den CAPW Heavyweight Titel durch einen Sieg über Chad Collyer gewann. Am 9. Juni 2006 absolvierte Rowe einen Auftritt in der WWE-Show Smackdown!, wo er gegen Mark Henry antrat und verlor. Im selben Jahr, ebenfalls am 9. Juni, sicherte sich Rowe seinen ersten Tag-Team-Titel, als er gemeinsam mit J-Rocc die IWC Tag Team Championship in einem Dreier-Tag-Team-Match errang.
Seine Singles-Erfolge setzte er am 17. Dezember 2006 fort, als er die AIW Absolute Titel in einer Battle Royal gewann. Am 24. Januar 2009 errang er den IWC World Heavyweight Titel durch einen Sieg über Shiima Xion. In den frühen 2010er Jahren erweiterte Rowe seine Präsenz in der Independent-Szene und gewann am 13. Juli 2012 die NWA Houston Lone Star Tag Team Titel zusammen mit Jax Dane durch einen Sieg über Austin Rhodes und Chaz Taylor. Januar den NWA BOW Outlaw Titel durch einen Sieg gegen Sgt. Mo und am 20. April den NWA Houston Lone Star Junior Heavyweight Titel durch einen Sieg über Mike Dell.

### Ring of Honor (2013–2017)
Rowe gab sein Debüt bei Ring of Honor am 1. Juni 2013 im Rahmen der Veranstaltung Honor In The Heart Of Texas, wo er gegen Bobby Fish antrat und unterlag. Nach diesem Auftritt kehrte er am 4. Januar 2014 zu ROH zurück, um am jährlichen Top Prospect Tournament teilzunehmen, bei dem er in der ersten Runde Kongo Kong besiegte. Er schaffte es bis ins Finale des Turniers, musste sich dort jedoch gegen Hanson geschlagen geben. Trotz dieser Niederlage begann Rowe nach dem Turnier regelmäßig bei ROH aufzutreten und formierte am 4. April 2014 mit seinem früheren Rivalen Hanson das Tag Team „War Machine“.
Im August 2014 erlitt Rowe einen schweren Motorradunfall, bei dem er sich mehrere Prellungen, Risswunden und einen Armbruch zuzog, was zu einer mehrmonatigen Zwangspause führte. Am 1. März 2015 feierte Rowe sein Comeback bei der 13th Anniversary Show von ROH, indem er seinem Partner Hanson nach dem World-Championship-Main-Event zur Hilfe eilte. Nach seiner Rückkehr etablierte sich War Machine schnell in der Tag-Team-Division von ROH. Am 22. August 2015 besiegten Rowe und Hanson die Killer Elite Squad (Davey Boy Smith Jr. und Lance Archer) in einem Match ohne Titelchance und forderten sie anschließend zu einem Kampf um die GHC Tag Team Championship heraus, einem Titel der japanischen Promotion Pro Wrestling NOAH. War Machine erhielten ihre Titelchance am 19. September in Japan, unterlagen jedoch dem Killer Elite Squad.
Der größte Erfolg für Rowe bei ROH kam am 18. Dezember 2015 beim Event Final Battle, als War Machine The Kingdom (Matt Taven und Mike Bennett) in einem nur etwa dreiminütigen Match besiegte und die ROH World Tag Team Championship gewann. Das Match endete, als Hanson und Rowe ihren Finishing Move, den „Fallout“, gegen Bennett einsetzten. Sie verteidigten die Titel erfolgreich bis zum 9. Mai 2016, als sie bei War of the Worlds gegen The Addiction (Christopher Daniels und Frankie Kazarian) verloren. In den folgenden eineinhalb Jahren blieb War Machine eine feste Größe in der Tag-Team-Szene von ROH, bevor Rowe und Hanson die Promotion am 16. Dezember 2017 verließen.

### Auftritte in Japan (2015–2018)
Raymond Rowe begann seine Wrestling-Karriere in Japan im September 2015, als er zusammen mit seinem Tag-Team-Partner Hanson als „War Machine“ bei Pro Wrestling NOAH debütierte. Ihr erstes Match fand am 14. September 2015 statt, bei dem sie mit Takashi Sugiura in einem Six-Man-Tag-Team-Main-Event gegen Suzuki-gun (Davey Boy Smith Jr., Lance Archer und Minoru Suzuki) antraten und siegreich waren. Diese Begegnung führte fünf Tage später, am 19. September 2015, zu einem Titelkampf, bei dem War Machine erfolglos gegen Smith und Archer um die GHC Tag Team Championship antraten.
Im November 2016 gab das Team sein Debüt bei New Japan Pro-Wrestling (NJPW) durch die Teilnahme am Turnier World Tag League 2016. Während des Turniers trafen sie unter anderem auf Hiroyoshi Tenzan und Satoshi Kojima, die sie in einem intensiven Match nach ihrem Finishing Move, dem Fallout, bezwingen konnten. Laut Berichterstattern hatten sich War Machine als ehemalige Ring of Honor World Tag Team Champions in Japan schnell einen Namen gemacht und wurden vom japanischen Publikum für ihren kompromisslosen, harten Stil sehr geschätzt. Sie beendeten das Turnier am 7. Dezember mit einer Bilanz von vier Siegen und drei Niederlagen, wodurch sie sich nicht für das Finale qualifizieren konnten.
Der größte Erfolg für Raymond Rowe in Japan folgte am 9. April 2017 bei der Veranstaltung Sakura Genesis 2017, als War Machine das Team Tencozy (Hiroyoshi Tenzan und Satoshi Kojima) besiegte und die prestigeträchtige IWGP Tag Team Championship gewann. Ihre erste Titelregentschaft endete am 11. Juni beim Event Dominion 6.11 in der Ōsaka-jō Hall, als sie den Titel an die Guerrillas of Destiny (Tama Tonga und Tanga Loa) verloren. Der Titelverlust erfolgte durch Betrug, nachdem Loa Rowe mit einem Stahlstuhl hinter dem Rücken des Schiedsrichters attackiert hatte. 
War Machine erhielt am 1. Juli bei G1 Special in den USA eine Revanche und gewann die IWGP Tag Team Championship in einem No Disqualification Match zurück. Ihre zweite Titelregentschaft endete am 24. September beim Event Destruction in Kōbe, als sie die Titel in einem Three-Way-Match, an dem auch die Guerrillas of Destiny beteiligt waren, an die Killer Elite Squad verloren.
Im Dezember 2017 nahm War Machine erneut an der World Tag League von NJPW teil. Am 7. Dezember 2017, beim 16. Turniertag, besiegten sie das Team bestehend aus David Finlay und Katsuya Kitamura durch einen Pinfall nach ihrem Finishing Move, dem Fallout. Das Team setzte seine Auftritte in Japan bis zu ihrem Wechsel zur WWE Anfang 2018 fort, wo sie unter dem Namen War Raiders und später als Viking Raiders bekannt wurden.

### World Wrestling Entertainment (seit 2018)

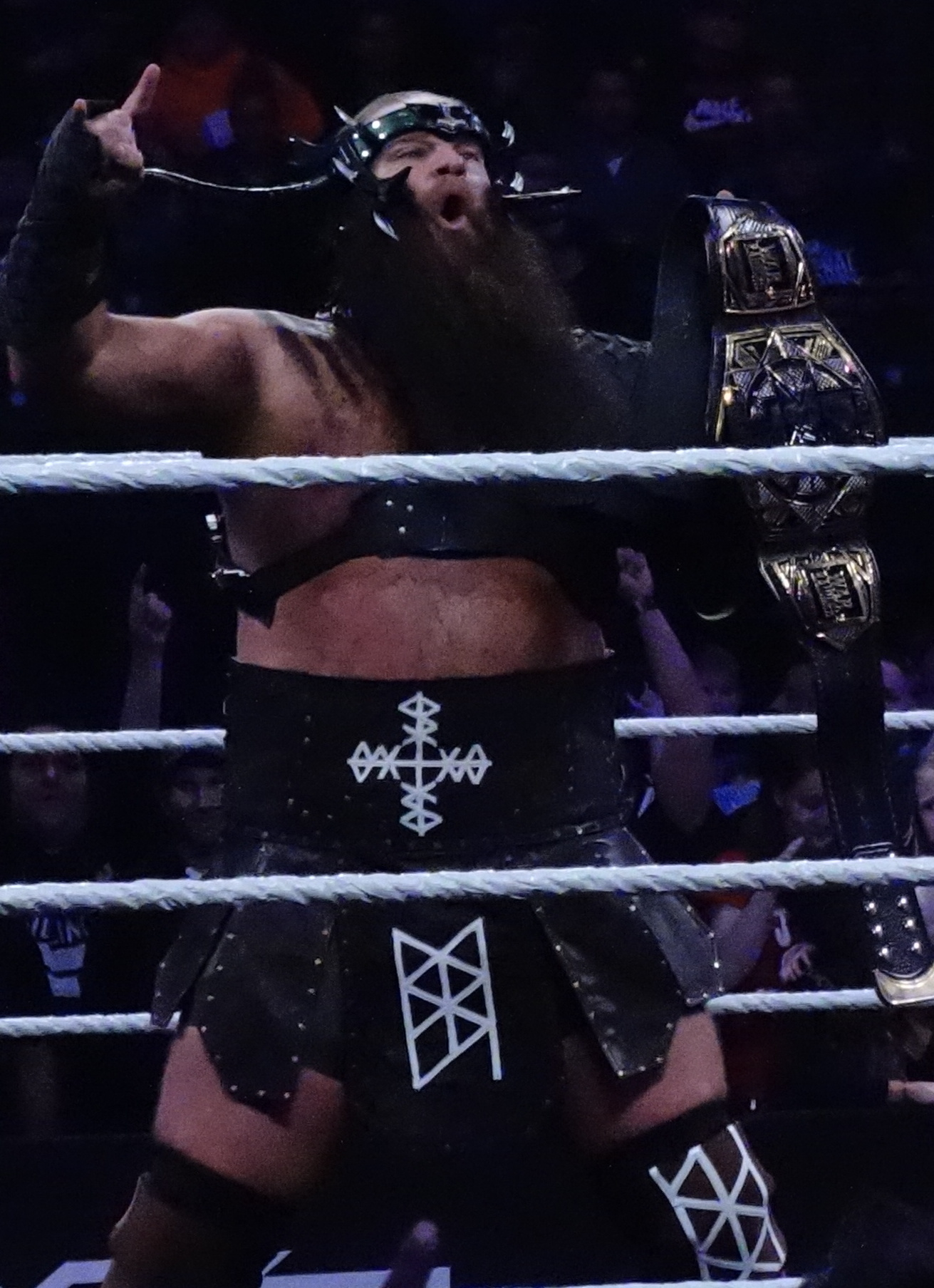
Ivar, Eriks langzeitiger Tag-Team-Partner

Am 16. Januar 2018 gab die WWE bekannt, dass Raymond Rowe einen Vertrag mit dem Unternehmen unterzeichnet hatte und zum WWE Performance Center nach Orlando, Florida, beordert wurde. Zusammen mit seinem langjährigen Tag-Team-Partner Todd Smith debütierte er am 11. April 2018 in der Fernsehsendung WWE NXT unter dem neuen Teamnamen „War Raiders“, wo sie Heavy Machinery (Otis Dozovic und Tucker Knight) sowie das Team von Riddick Moss und Tino Sabbatelli attackierten. Ihr erstes offizielles Match bei NXT bestritten sie am 18. April 2018 gegen The Metro Brothers, das sie durch ihren Finisher, dem „Fallout“, gewinnen konnten.
Nach mehreren Monaten bei NXT forderten die War Raiders am 26. Januar 2019 bei der Veranstaltung NXT TakeOver: Phoenix The Undisputed Era (Roderick Strong und Kyle O’Reilly) heraus und besiegten sie nach knapp 17 Minuten Matchzeit durch Rowes Pinfall gegen O’Reilly nach ihrem Finisher, um die NXT Tag Team Championship zu gewinnen. Diese Titel behielten sie bis zum 1. Mai 2019, als sie die Championship niederlegten, nachdem sie durch den „Superstar Shakeup“ zum Roster WWE Raw transferiert worden waren.
Bei ihrem Debüt im Hauptkader wurde das Team zunächst als „The Viking Experience“ vorgestellt, wobei Raymond Rowe den neuen Ringnamen „Erik“ erhielt. Kurz darauf wurde der Teamname in „The Viking Raiders“ geändert. Am 14. Oktober 2019 errangen Erik und sein Partner, nun „Ivar“ genannt, die Raw Tag Team Championship, indem sie Dolph Ziggler und Robert Roode besiegten. Ihre Regentschaft dauerte 98 Tage, bevor sie die Titel am 20. Januar 2020 an Seth Rollins und Murphy verloren. Danach befehdeten sie The Street Profits Angelo Dawkins und Montez Ford. Die Fehde endete, nachdem es nicht gelungen war, diese zu gewinnen. Am 9. November 2020 gewann er die WWE 24/7 Championship, hierfür besiegte er Akira Tozawa. Den Titel verlor er jedoch wenige Sekunden später an Drew Gulak.
Im Herbst 2020 mussten beide Mitglieder der Viking Raiders Operationen über sich ergehen lassen. Während Ivar sich einer Nackenoperation unterziehen musste, gab Erik am 6. Oktober 2020 via Twitter bekannt, dass er operiert wurde, um chirurgisches Material aus seinem Arm entfernen zu lassen, das in seinen Trizeps ragte. Nach ihrer Genesung kehrten die Viking Raiders am 12. April 2021 nach Raw zurück und besiegten die ehemaligen Mitglieder des Hurt Business Cedric Alexander und Shelton Benjamin in weniger als sechs Minuten.
Im Juni 2021 gewannen die Viking Raiders eine Battle Royal, um die Nummer-1-Herausforderer für die Raw Tag Team Championship zu werden. Bei der Veranstaltung WWE Money in the Bank am 18. Juli 2021 traten sie gegen die Champions AJ Styles und Omos an, konnten die Titel jedoch nicht gewinnen. Beim WWE Draft 2021, der vom 1. bis 4. Oktober stattfand, wurden Erik und Ivar zum Brand WWE SmackDown gedraftet. Im WWE Draft 2023 wechselten sie dann wieder zurück zu Raw.
Im Herbst 2023 musste Erik erneut pausieren, als er sich einer Operation an der Wirbelsäule unterziehen musste. Wie er am 2. November 2023 in einem Instagram-Beitrag mitteilte, hatte er sich einer erfolgreichen Halswirbelversteifung unterzogen. Nach einer einjährigen Abwesenheit kehrte Erik an der Seite von Ivar in den Ring zurück. Dabei wurden sie wieder als „War Raiders“ vorgestellt, nachdem zuvor kryptische Botschaften mit nordischen Zeichen, die mit „KRIEG“ übersetzt werden können, in den Raw-Sendungen ausgestrahlt worden waren.
Nach ihrer Rückkehr gewannen die War Raiders ein Turnier, das ihnen eine Titelchance einräumte. Diese nutzten sie am 16. Dezember 2024 erfolgreich, als sie bei Monday Night Raw in Boston The Judgment Day (Finn Bálor & JD McDonagh) besiegten und sich die World Tag Team Championship sicherten, wobei ihnen Damian Priest durch eine Ablenkung half. Für The War Raiders markierte dieser Erfolg ihre erste Championship seit fünf Jahren. Bei WrestleMania 41 Night 1 im April 2025 verloren The War Raiders die World Tag Team Championship an The New Day (Kofi Kingston und Xavier Woods) nach einem Match von 9:12 Minuten Dauer. Erik zeigte sich in sozialen Medien dennoch dankbar für die Gelegenheit, dass er bei WrestleMania antreten konnte.

## Privatleben
Raymond Rowe wurde am 21. August 1984 in Cleveland, Ohio, geboren. Während seiner Zeit bei WWE begann Rowe eine Beziehung mit der Wrestlerin Sarah Bridges, die unter den Ringnamen „Sarah Logan“ und später „Valhalla“ auftrat. Das Paar heiratete am 21. Dezember 2018 in einer thematischen Wikinger-Hochzeit, die von mehreren Wrestling-Kollegen besucht wurde, darunter Mitglieder des Riott Squad, Todd Smith, Shayna Baszler, Jessamyn Duke und Tegan Nox, die alle in Wikinger-Kleidung erschienen. Die Zeremonie fand in Ohio statt und umfasste auch thematische Elemente wie Wikingerschild-Kuchen bei der Feier. Aus der Ehe gingen zwei Söhne hervor: Raymond Cash Rowe, geboren am 9. Februar 2021, und Ezekiel Joseph Rowe, der am 28. November 2024 zur Welt kam. Erik verkündete die Geburt seines zweiten Sohnes über Instagram mit den Worten: „Wir haben einen Sohn. Und er ist in jeder Hinsicht perfekt. Ezekiel Joseph Rowe, geboren am 28. 11. 2024.“
Rowe praktiziert gemeinsam mit seinem langjährigen Tag-Team-Partner Todd Smith einen Straight-Edge-Lebensstil, was bedeutet, dass beide weder Alkohol trinken noch rauchen. Diese Gemeinsamkeit in ihren persönlichen Überzeugungen entdeckten sie erst, nachdem sie bei Ring of Honor als Tag-Team zusammengebracht wurden, und sie stellten fest, dass sie in der Wrestling-Welt, in der solche Lebensstile selten sind, ähnliche Ideale teilten.

## Titel und Auszeichnungen
- World Wrestling Entertainment
  - NXT Tag Team Championship (1×) mit Ivar
  - Raw Tag Team Championship (1×) mit Ivar
  - WWE 24/7 Championship (1×)

- Anarchy Championship Wrestling
  - Anarchy Heavyweight Championship (1×)
  - World Hardcore Championship (1×)

- Absolute Intense Wrestling
  - AIW Absolute Championship (1×)
  - J.T. Lightning Tournament (2015)

- Brew City Wrestling
  - BCW Tag Team Championship (1×) mit Hanson

- Cleveland All-Pro Wrestling
  - CAPW Heavyweight Championship (1×)
  - CAPW Tag Team Championship (1×) mit Jason Bane

- Firestorm Pro Wrestling
  - Firestorm Pro Heavyweight Championship (1×)

- International Wrestling Cartel
  - IWC World Heavyweight Championship (1×)
  - IWC Tag Team Championship (1×) mit J-Rocc

- New Japan Pro-Wrestling
  - IWGP Tag Team Championship (2×) mit Hanson

- Branded Outlaw Wrestling
  - NWA BOW Heavyweight Championship (1×)
  - NWA BOW Outlaw Championship (1×)

- Lone Star
  - NWA Lone Star Junior Heavyweight Championship (1×)
  - NWA Lone Star Tag Team Championship (1×) mit Jax Dane

- Wrestling Revolution
  - NWA Grand Warrior Championship (2×)

- Ring of Honor
  - ROH World Tag Team Championship (1×) mit Hanson

- VIP Wrestling
  - VIP Heavyweight Championship (2×)
  - VIP Tag Team Championship (1×) mit Hanson

- What Culture Pro Wrestling
  - WCPW Tag Team Championship (1×) mit Hanson

- Pro Wrestling Illustrated
  - Nummer 97 der Top 500 Wrestler in der PWI 500 in 2016